# Pomnik Aleksandra Suworowa w Petersburgu
Pomnik Aleksandra Suworowa (ros. Па́мятник Суво́рову) – pomnik wzniesiony w latach 1799–1801 w Sankt Petersburgu, w Imperium Rosyjskim na cześć rosyjskiego generała Aleksandra Suworowa. Pomnik powstał z rozkazu cesarza Pawła I, za którego panowania Aleksandr Suworow prowadził wojska rosyjskie do Włoch podczas II koalicji antyfrancuskiej.
Pomnik składa się z okrągłego granitowego cokołu, na którym widnieje napis w języku rosyjskim: 
Князь Италійскій, графъ Суворовъ-Рымникскій. 1801 г.
znaczący: 
Książę Italski, hrabia Rymnika – Aleksandr Suworow, 1801 roku
Postać Suworowa stylizowana jest na boga wojny Marsa.